# Lerista talpina
Lerista talpina este o specie de șopârle din genul Lerista, familia Scincidae, descrisă de Storr 1991. Conform Catalogue of Life specia Lerista talpina nu are subspecii cunoscute.